# Шпецле

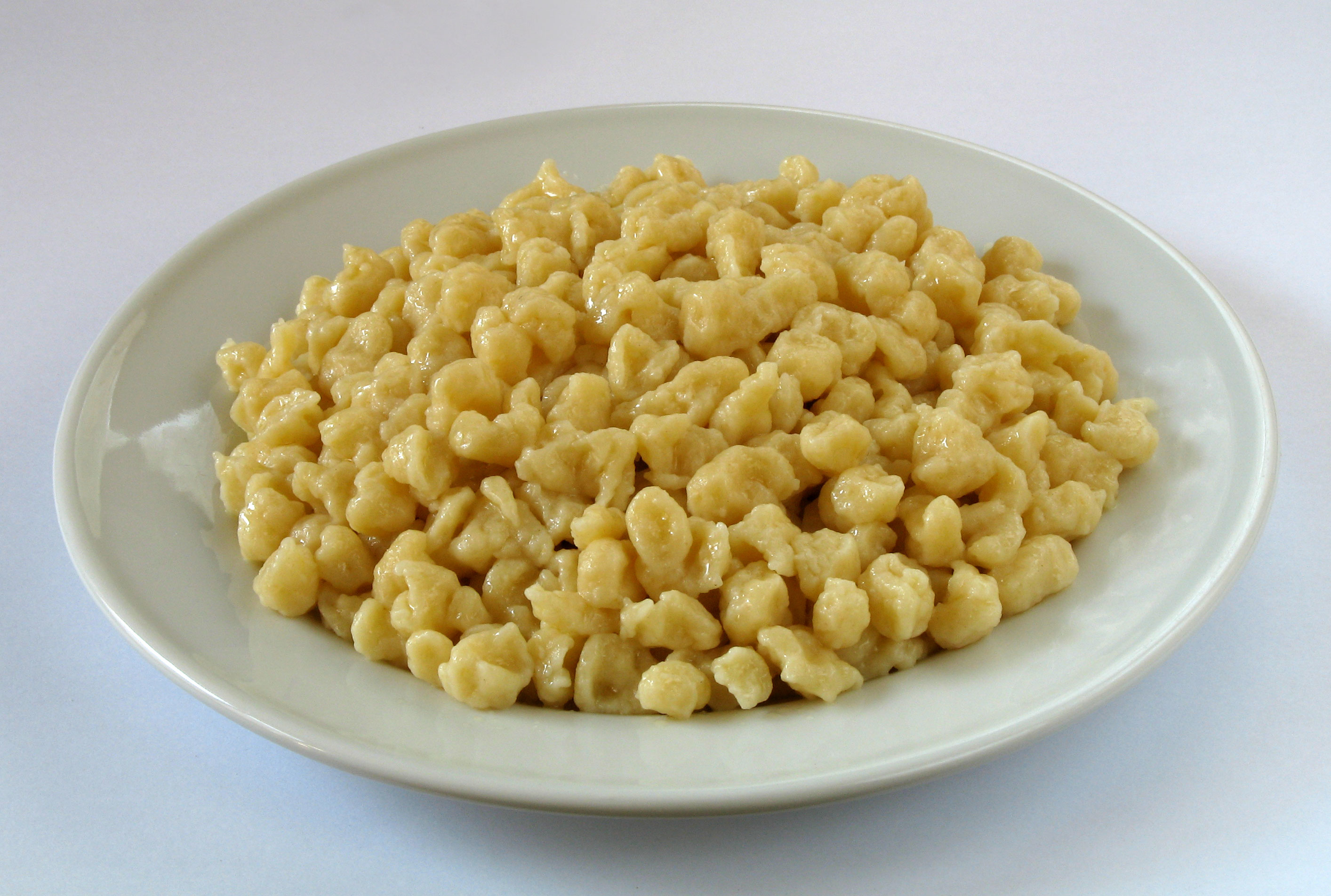
Кнёпфле, приготовленные на крупной тёрке

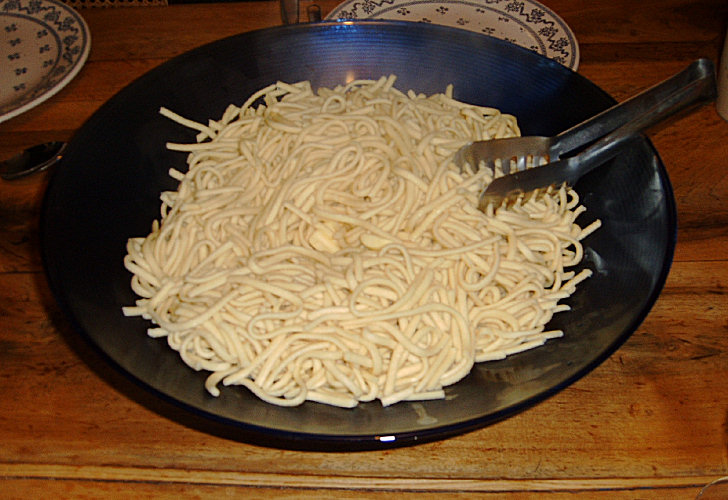
Шпецле промышленного изготовления

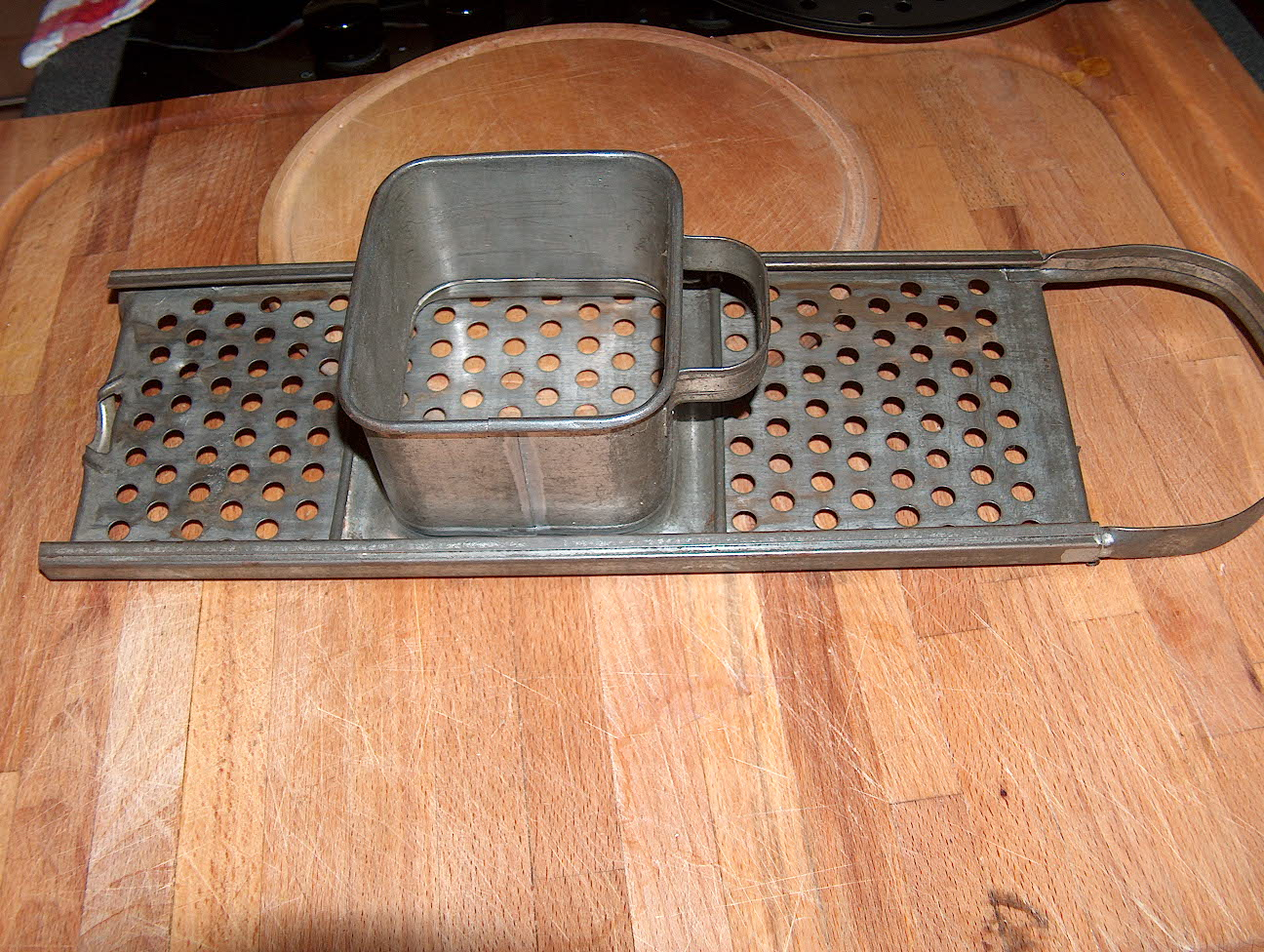
Тёрка для шпецле

Шпе́цле (нем. Spätzle) — швабская и алеманская разновидность макаронных изделий. Яичные макароны неправильной формы с пористой поверхностью, форма которых варьирует между тонкой и толстой, длинной и короткой. Единственный вид макаронных изделий, который варится сразу после раскатки. Сырое тесто выжимается через перфорированные пластины или соскребается со специальной дощечки в кипящую воду.
Шпецле бывают круглыми («кнёпфле», Knöpfle) и продолговатыми («шпатцен», Spatzen). Наиболее распространены в южной Германии, Швейцарии, Австрии и германских областях Франции (Эльзас-Лотарингия). Используются как гарнир к основным блюдам и самостоятельно с добавками (сыром, жареным луком и т. п.).
С марта 2012 года швабские шпецле и кнёпфле награждены знаком качества ЕС и охраняются по всей Европе как продукт исторического значения. Чтобы иметь возможность носить этот знак, один из этапов производства продукта должен проходить в соответствующем определённом регионе происхождения (Баден-Вюртемберг и др.).